# جوناثان نونيز
جوناثان نونيز (بالإسبانية: Jonathan Núñez)‏ (25 أكتوبر 1986 في تشيلي - ) هو لاعب كرة قدم تشيلي في مركز الوسط. لعب مع بويرتو مونت ‏ وديبورتيس ماجالانز.

## وصلات خارجية
- جوناثان نونيز على موقع قاعدة بيانات كرة القدم.إي يو (الإنجليزية)
- جوناثان نونيز على موقع قاعدة بيانات كرة القدم.إي يو (الإنجليزية)
- جوناثان نونيز على موقع Soccerway.com (الإنجليزية)